# Игротеко
Игротеко (от укр. іграшка и еко — «экологическая игрушка»; укр. — Ігротеко, англ. — Igroteco) — серия конструкторов на основе деревянных брусков, козырьков, полубрусьев и других деталей, из которых можно собрать любые изделия: дома, корабли, роботов, гаражи, копилки, города, крепости и т. п.
Игра с конструктором Igroteco, как утверждается, развивает мелкую моторику рук, сенсорику, координацию движений.
Наборы Igroteco производит одноименная компания Igroteco, главный офис и производственные мощности находятся на Украине, во Львове.

## Годы создания и история
Компания была основана в апреле 2010 года. Учредителями компании являются два брата — Олег Купин и Николай Купин.

## Изготовление
Все детали системы Igroteco изготавливаются с заданной степенью точности. Это обеспечивает возможность собирания деталей друг с другом, применяя силу, одинаковую для всех деталей.
Конструкторы Igroteco изготовлены в соответствии с требованиями ДСТУ 2032-92 «Игрушки. Предметы для детского творчества».
Все детали игрушек Igroteco изготавливаются из древесины дуба. Заявляется, что при производстве детали только шлифуются, и не покрываются химическими веществами (лаками, красками и т. д.).

## Виды Igroteco
Игрушки Igroteco делятся на:
- тематические (серия Тематические конструкторы и серия Исторические сооружения) — из них собирают конкретные изделия.
- универсальные (серия Фантазия) — из них собирают любые изделия. Состоит из четырех видов деталей — на 1, 2, 3 и 4 замочка. Детали собираются на плоскости паз в паз (по принципу пазлов), либо строятся объемные фигуры замок в замок (на принципу крепления обычного сруба)

## Награды
- 1 место в номинации «Открытие года» национального конкурса «Лучшая игрушка 2011» — «Baby Expo 2011»[3]
- 1 место в номинации «Лучшая развивающая игрушка» национального конкурса «Лучшая игрушка 2012» — «Baby Expo 2012»[4]